# Gauthier Remacle
Gauthier Remacle (Bastenaken, 26 mei 1977) is een Belgisch voetbalcoach en voormalig voetballer. Remacle was doorgaans rechtsmidden, maar heeft ook als rechtsachter gespeeld.

## Carrière
Remacle ruilde in 1994 de jeugdwerking van RLC Bastogne in voor die van Standard Luik. Hij maakte op 7 maart 1997 zijn competitiedebuut in het eerste elftal tegen Eendracht Aalst. Enkele maanden later mocht hij met de Belgische U20 naar het WK U20 in Maleisië. Hij verloor met Standard de bekerfinale in 1999 en 2000 – enkel in 1999 speelde hij mee. Na vier seizoenen in het eerste elftal van Standard maakte hij samen met ploegmaats Roberto Bisconti en Pascal Dias de overstap naar Sporting Charleroi, waar hij voornamelijk rechtsback was onder trainers Manu Ferrera, Enzo Scifo en Etienne Delangre. 
Bij Charleroi was hij in zijn laatste seizoen vooral invaller, wat als reden had: Frank Defays die van het centrum naar rechts verhuisde. Na drie seizoenen trok hij gratis naar de Duitse tweedeklasser Rot-Weiß Oberhausen. In twee seizoenen speelde hij daar 38 wedstrijden in de 2. Bundesliga. Na zijn passage bij Die Kleeblätter trok Remacle naar Luxemburg, waar hij achtereenvolgens voor FC Wiltz 71, Etzella Ettelbruck en FC Orania Vianden uitkwam. Bij Etzella Ettelbruck werd hij in 2010 speler-trainer, ook bij Vianden was hij speler-trainer. In januari 2013 vertrok hij uit Luxemburg. Nadien werd hij jeugdtrainer in eigen land.